# За час до рассвета (фильм)
«За час до рассвета» — советский двухсерийный фильм 1973 года по мотивам пьесы Иосифа Прута «Бронепоезд „Князь Мстислав Удалой“» снятый на киностудии «Арменфильм» режиссёрами Нерсесом Оганесяном и Эразмом Карамяном.

## Сюжет
1920 год, Гражданская война в России. Небольшому отряду красноармейцев, под командованим бывшего царского офицера Державина и красного комиссара Анданикяна, поручено перегнать захваченный у деникинцев бронепоезд в Царицын на ремонт — вооружение непригодно к бою, снарядов нет. Одновременно, поручено доставить пленного генерала. Белогвардейцы, узнавшие от предателя в экипаже бронепоезда о маршруте его следования, решают устроить засаду — захватить бронепоезд и вызволить своего генерала.

## В ролях
- Армен Джигарханян — Андраникян, красный комиссар
- Александр Лазарев — Державин, командир бронепоезда
- Светлана Немоляева — Ольга Державина
- Никифор Колофидин — Антон Гусев, машинист
- Наталья Беспалова — Лена Гусева, дочь машиниста
- Сергей Харченко — Тарас Журба
- Алексей Эйбоженко — Степан Суслов
- Гурген Тонунц — Джигит
- Лев Вайнштейн — Яша Кацман, аптекарь из Жмеринки
- Валентин Брылеев — Федотов
- Руслан Ахметов — Садык Курнабаев, кочегар
- Владимир Кенигсон — Седых, пленный генерал
- Александр Барушной — Степан Антонович Дроздов, генерал
- Ян Краснянский — Икаев, начальник контрразведки генерала Дроздова
- Владимир Гуляев — Фридрих Августович Нолькен, штабс-капитан
- Борис Битюков — Котиков, поручик
- Алексей Бахарь — Заржецкий, капитан
- Сергей Голованов — Мягков, полковник
- Николай Горлов — Орлов, ротмистр

## Критика
Фильм был назван очень редким исключением — наряду с ещё немым фильмом «Шестнадцатый» 1928 года и фильмом «Рождение» 1976 года — в череде снимавшихся на киностудии «Арменфильм» историко-революционных фильмов, в которых обычно события Гражданской войны были лишь фоном для приключенческого сюжета.